# دکر، ایندیانا
دکر (به انگلیسی: Decker) یک شهر در ایالات متحده آمریکا است که در شهرستان ناکس، ایندیانا واقع شده‌است. دکر ۰٫۴۷ کیلومتر مربع مساحت و ۲۴۹ نفر جمعیت دارد و ۱۴۲ متر بالاتر از سطح دریا واقع شده‌است.